# 放浪家族
放浪家族（ほうろうかぞく）は、毎日放送（MBS）・テレパックが制作し、TBS系列で放送されたスタジオドラマ。1975年7月2日～12月24日の水曜日22時ドラマ枠で放送された55分番組（全26回）。

## 概要
人間が、生きているという実感を持つ瞬間は、なんとすばらしいことでしょう。その実感を何よりも感じるのは、女性にとっては愛であり、男性にとっては仕事なのかもしれない。
このドラマでは、愛を求め、人間の真実を求めて、心のさすらいを続ける堀田家の珠子や父一郎を主軸に、さまざまな立場の人間たちの生き方が浮き彫りにされる。華麗な愛の物語と企業という厳しい現実の中でうごめく人間の葛藤が交錯して、今までにない重厚な人間ドラマが描写される。
見どころとなるモーメントは、男の女の愛、男の野望、男同士の友情、嫁と姑の確執、妻と夫との葛藤、家族という人間集団、企業のからくりなど。舞台は東京新井薬師にある堀田家、都内の三崎精糖、京都北白川の井汲家を中心に展開していく。
男と女の真実の愛、嫁と姑の確執、男の野望をテーマに、現代社会に蠢く人間たちの葛藤を描く社会派ドラマ。京都の井汲家に嫁いできた珠子は、女手ひとつで育てられた夫の優柔不断さと姑の執拗ないじめに疲れ果てていた。だが、そんな絶望の日々の中、珠子は会社乗っ取りの野望に燃える河瀬という男に出会い恋に落ちていく…。

## キャスト
- 香山美子　井汲珠子役　※番組上の主人公
- 津川雅彦　井汲克彦役
- 乙羽信子　井汲康代役
- 芦田伸介　堀田一郎役　※原作上の主人公
- 久我美子　堀田佳子役
- 細川ちか子　堀田すず役
- 高岡健二　堀田徹役
- 萩原めぐみ　堀田めぐみ役
- 伊藤高　布施淳吉役
- 高梨こみな　日下かおる役（原作にはない）
- 平幹二朗　河瀬満男役
- 南風洋子　河瀬富士子役
- 柳生博　三崎浩太郎役
- 志村喬　三崎重次郎役
- 内藤武敏　河内悠三役
- 山口いづみ　河内遼子役
- 中村伸郎　沖津京吉役
- 宮園純子　沖津真名子役
- 赤木春恵　田沢友代役
- 国睦子　氏家志保子役
- 加茂さくら　照菊役
- 鈴木瑞穂　緒方東作役
- 村井国夫　内田康博役（原作にはない）
- 阿部寿美子
- 小坂一也
- 高品格
- 市川千恵子　[3]

## 原作
- 船山馨『放浪家族』（河出書房新社、1970年・1975年）

　※映画「放浪家族」（同製作委員会2010、脚本・鈴木友海、監督・楠美聖寿）、小冊「放浪家族」（月野ヨーコ著、総10）とは異なる。

## スタッフ
- 脚本 - 山田信夫、宮内婦貴子
- プロデューサー - 小田切成明（テレパック）、相澤英也（MBS）
- 主題歌 - あきいずみ（改名；MAKOTO）「さすらいびと」（ユニオンレコード）
- ナレーター - 高橋昌也

## ネット局
MBS・毎日放送を制作局として、北海道放送、青森テレビ、岩手放送（現・IBC岩手放送）、東北放送、福島テレビ、東京放送（現・TBSテレビ）、新潟放送、信越放送、テレビ山梨、北陸放送、静岡放送、中部日本放送（現・CBCテレビ）、山陽放送（現・RSK山陽放送）、中国放送、山陰放送、テレビ高知、RKB毎日放送、大分放送、宮崎放送、長崎放送、熊本放送、南日本放送、琉球放送。（JNN系列全国24局ネット。）

## 前後番組
| 毎日放送（MBS） 水曜22時台 | 毎日放送（MBS） 水曜22時台 | 毎日放送（MBS） 水曜22時台 |
| 前番組                     | 番組名                     | 次番組                     |
| -------------------------- | -------------------------- | -------------------------- |
| 青銅の花びら               | 放浪家族                   | 禁じられた美徳             |